# 1402 en Angleterre
Chronologie de l'Angleterre
- 1398
- 1399
- 1400
- 1401
- 1402
- 1403
- 1404
- 1405
- 1406

Cette page concerne l'année 1402 du calendrier julien.

## Naissances en 1402
- Date inconnue :
  - Thomas Browne, chancelier de l'Échiquier
  - Humphrey Stafford, 1er duc de Buckingham

## Décès en 1402
- 8 juin : Roger Clarendon, bâtard royal
- 25 juillet : Walter Devereux, noble
- 1er août : Edmond de Langley, 1er duc d'York et 1er comte de Cambridge
- 14 septembre :
  - Adam de Gordon, noble
  - John Swinton, noble
- 8 novembre : Jeanne de Bretagne, baronne Basset de Drayton
- 7 décembre : Robert de Scales, 5e baron Scales (en)
- Date inconnue :
  - Elizabeth de Burghersh, 3e baronne Burghersh
  - Robert Chesenhale, member of Parliament pour Guildford
  - Thomas Coggeshall, politicien
  - Thomas Etton, noble
  - Nicholas Exton, marchand
  - John Gardener, member of Parliament pour New Romney
  - Robert German, member of Parliament pour Nottingham
  - Hywel Sele, noble
  - John Payn, member of Parliament pour le Norfolk
  - John Perle, member of Parliament
  - William Seamer, member of Parliament pour Scarborough
  - Almaric St Amand, 3e baron St Amand
  - John Trevisa, traducteur
  - Robert Worsley, member of Parliament pour le Lancashire